# نيكولا ميلنجاك
نيكولا ميلنجاك هو لاعب كرة قدم كرواتي في مركز ظهير ‏، ولد في 6 سبتمبر 1981 في فاراجدين في كرواتيا. لعب مع نادي سبارتاك ترنافا ونادي فاراجدين.